# 中量軌道輸送システム

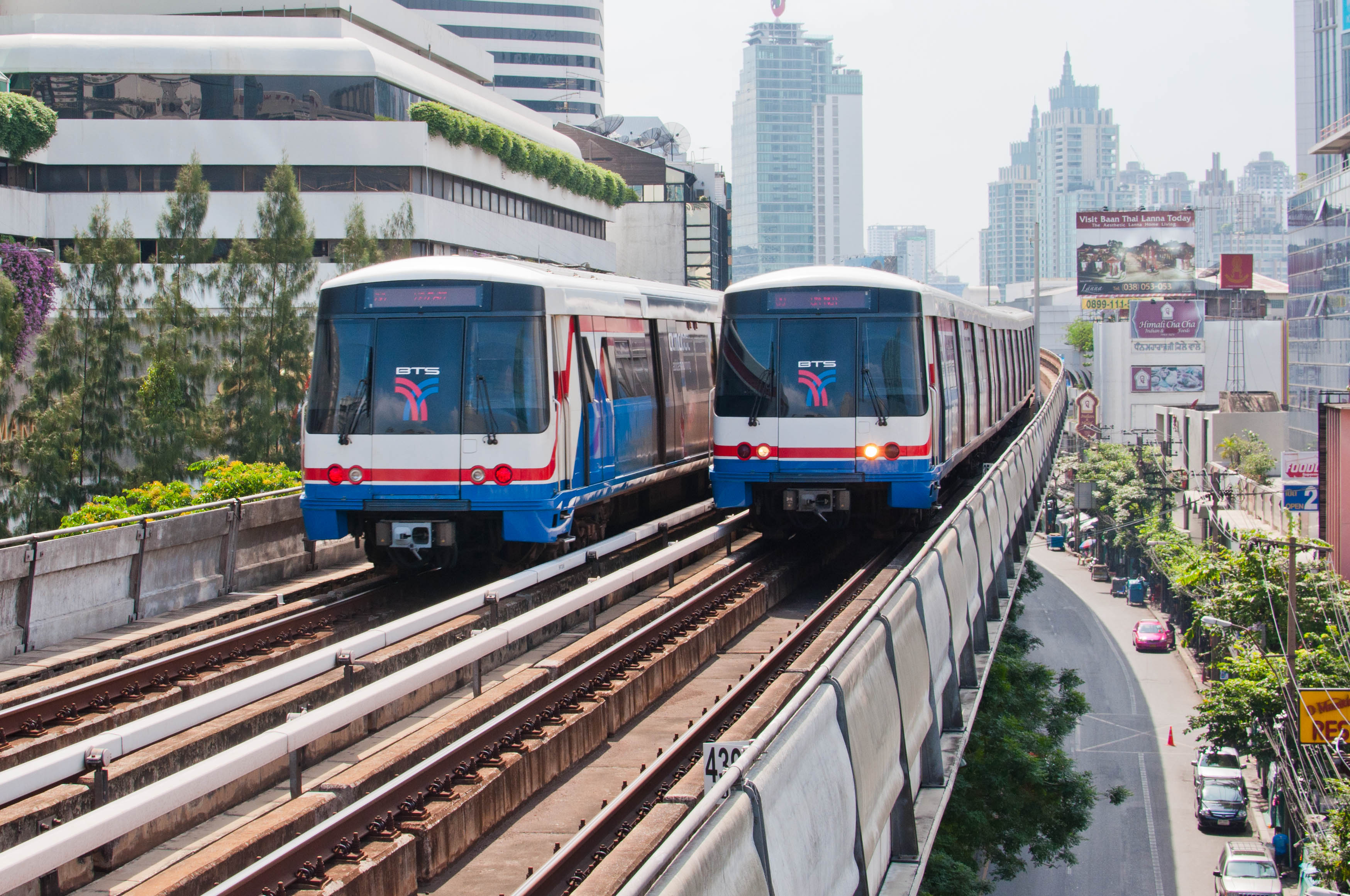
バンコク・スカイトレイン は 、シーメンス社の中量軌道輸送車両を使用している

中量軌道輸送システム（ちゅうりょうきどうゆそうシステム、英語：Medium-capacity rail transport system）とは、都市軌道系交通機関の一種で、従来の都市鉄道（メトロ）と路面電車（トラム）との中間の路線輸送量を持つシステムの総称である。ライトメトロや短編成型ミニメトロも含まれる。道路との平面交差を避け、専用軌道を用いる（地上、高架、地下）。
案内軌条に従ってゴムタイヤで走行する方式や、鉄軌条と鉄車輪による方式がある。無人運転（自動運転）方式も少なくない。また都市以外では大規模空港内の移動機関としても設けられる。
都市鉄道（メトロ）に比べて、建設費を抑えたシステムを目指すことが多い。ただし路面電車（トラム）、バス・ラピッド・トランジットなどに比べ、建設費は高い。

## 概要

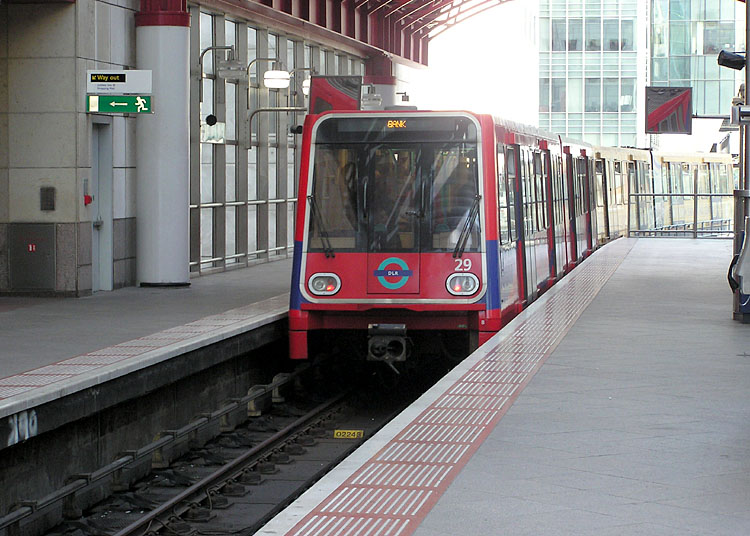
ドックランズ・ライト・レイルウェイ は中量軌道輸送システムの一例とされる

鉄道の誕生以来、都市内の輸送システムにはメトロ（高架鉄道・地下鉄）とトラム（路面電車）とが開発されたが、それらの短所を補う、また輸送量がそれらの中間にあたる輸送システムが新たに誕生した。それを指し示す総称が中量軌道輸送システムである。
新線を建設するにあたり、想定乗降客数に対して従来のメトロでは輸送力が供給過剰となり、トラムでは不足することが予想された際、中量軌道輸送システムが選択肢となる。従来の鉄道路線や空港連絡鉄道の支線にもしばしば用いられる。

## 定義
中量軌道輸送システムの定義は曖昧であり、世界的に統一されてはいない。それどころか、同一国の中でも見解が異なることもある。
例えば台湾の交通省は同システムを『1時間・1方向当たり6,000 - 20,000人の輸送力を持つもの』としている のに対し、台北市政府捷運工程局は『1時間・1方向当たり20,000 - 30,000人』であるとしている。（同単位あたり30,000人以上の輸送力を保つものが従来の鉄道、12,000 - 18,000人の輸送力を持つものがライトレールとされる。）そのため、台湾ではライトレールの中文訳である「軽軌」はゴムタイヤ式の新交通システム、短編成の鉄輪軌道式、モノレールを総称したものとなっている。
もっとも、輸送容量は同システムを定義するうえで用いられうる要素のうち、ほんの一例でしかない。他に定義要素としてしばしば用いられるのが、車両のタイプである。従来のメトロに比べても車体が小柄で定員が少なく、1編成あたりの車両数も2両 - 6両と少ない。それによりプラットホームの有効長・有効幅を小さくできるので駅が小規模で済み、鉄輪の代わりにゴムタイヤがしばしば使用されるため、騒音が少なく急カーブや急勾配にも対応できるなど、建設用地の取得が難しい都市部に置いてもフレキシブルな敷設が可能である。
また、一般の鉄道はラッシュ時に10分以上の間隔での運行が可能である。それ以外の理由で一般の鉄道と定義される（立体交差・専用軌道で走行するなど）ものでも、単線区間があるなどして15分間隔など運行頻度が低くなり、結果輸送容量が小さいことによって、ライトメトロや中量軌道輸送システムに位置づけた方が適当な例もある。

## 名称

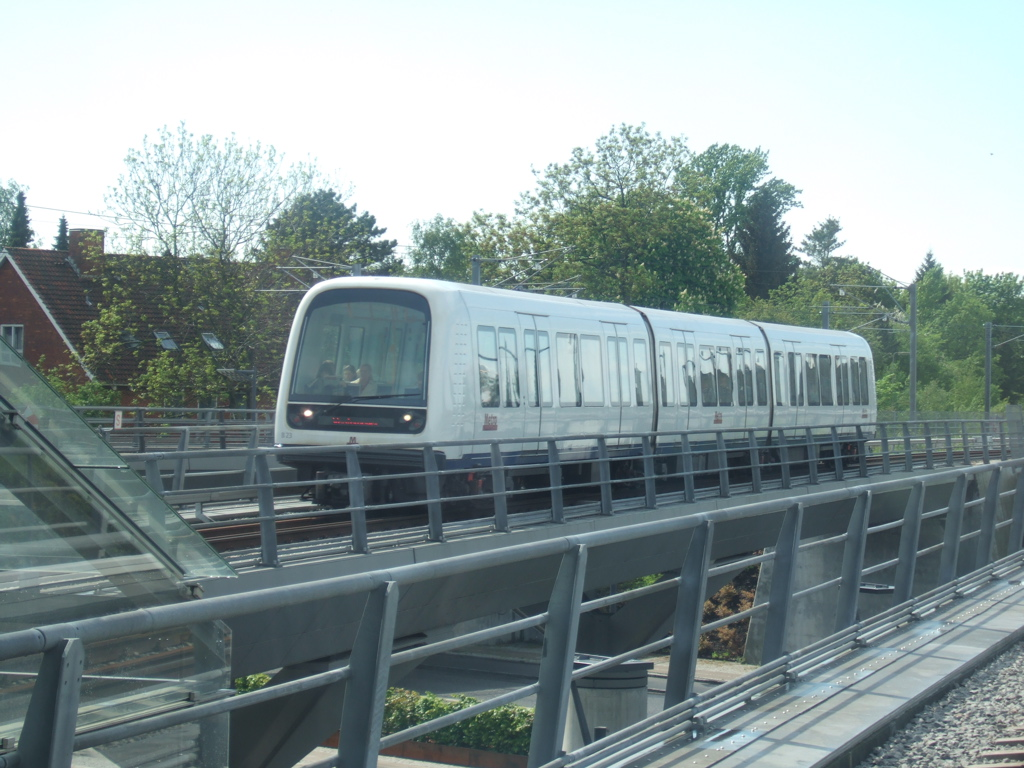
コペンハーゲン地下鉄

中量軌道輸送システムを指す英単語 "Medium-capacity rail transport system" は、万国で通じるものではない。

### ライトメトロ
同システムを表す際よく用いられる語としては『ライトメトロ』 (Light Metro) があり、ヨーロッパやインド、韓国など世界中で使われている。非営利団体Light Rail Transit Association（LRTA）も、同カテゴリをライトメトロと呼んでいる。
ただしインドや韓国などでは『ライトメトロ』と『ライトレール』とを同義として使用している例も見られる。
フランスではVéhicule Automatique Léger（VAL）という言葉が使用されている（厳密な定義は異なるが、おおよそ同じものを指すと考えて差し支えない）。これは、1時間1方向当たり最大30,000人の輸送力を持つ。香港の馬鞍山線も同システムに近いものであるが、高い人口密度ゆえ、こちらの輸送力は従来のメトロに近い32,000人である。American Public Transportation Association（APTA）では同種のシステムを "Intermediate rail" と名づけている。

## 長所と短所
従来のメトロに比べ、建設費が安価に抑えられることが利点である。これは主に、編成長やホームの有効長を短縮できるためである。また、高い加減速性能や駅での停車時間が短いことにより、高頻度運転がたやすいというメリットもある。反面、ホームや編成の拡張が難しく、乗客数の増加に対応しづらい点がデメリットである。香港や武漢、台北など、将来を見越してあらかじめホームを長く広く設計したり、そのための予備スペースを設けている都市もある。前述の馬鞍山線は、将来他のメトロ路線との直通運転を見据え、編成両数は少ないながら標準軌で設計されている。

## 同システムが導入されている世界（日本以外）の都市
以下のリストは、特注がない限り、LRTAが『ライトメトロ』と定義した交通機関のうち、2018年3月現在開業済みの路線を羅列したものである。
| 国             | 都市                           | システム                                                           | 路線数 | 開業年     | 備考 |
| -------------- | ------------------------------ | ------------------------------------------------------------------ | ------ | ---------- | --- |
| カナダ         | トロント                       | スカボロー線 （トロント市地下鉄の一部)                             | 1      | 1985       | American Public Transportation Association(APTA) は同路線を "Intermediate rail" と呼んでいる。2023年に廃止。 |
| カナダ         | バンクーバー                   | バンクーバー・スカイトレイン                                       | 3      | 1985       | ATO。 |
| 中華人民共和国 | 広州市                         | 珠江新城新交通システム線                                           | 1      | 2010       | |
| デンマーク     | コペンハーゲン                 | コペンハーゲン地下鉄                                               | 1      | 2002       | 3両編成、全長39m。 鉄輪軌道式。 |
| フランス       | リール                         | リール地下鉄                                                       | 2      | 1983       | VALシステム。2両編成で全長26m。1両あたりの定員は208〜240人（車両形式による）。 |
| フランス       | パリ                           | オルリーヴァル                                                     | 1      | 1991       | VALシステム。 |
| フランス       | レンヌ                         | レンヌ地下鉄                                                       | 1      | 2013       | VALシステム。80秒間隔で運行され、一列車あたり158人の輸送容量を有する。 |
| フランス       | トゥールーズ                   | トゥールーズ地下鉄                                                 | 1      | 1993       | VALシステムを使用しているが、LRTAによる分類は『メトロ』。Urbanrail.netでは『ライトメトロ』に分類されている。 |
| インド         | グルガオン                     | グルガオン・ラピッド・メトロ                                       | 1      | 2013       | 全線高架、ATO。ラッシュ時は2分間隔で運行され、1時間当たり30,000人の輸送力が見込まれている。いくつかの鉄道雑誌が同システムを『ライトメトロ』としている。 |
| イタリア       | ブレシア                       | ブレシア地下鉄                                                     | 1      | 2013       | 3両編成で全長39m。 |
| イタリア       | カターニア                     | カターニア地下鉄                                                   | 1      | 1999       | 15分間隔で運転される単線路線。LRTAによる分類は『メトロ』だが、 International Association of Public Transport (UITP) では同路線をメトロには分類していない。 |
| イタリア       | ジェノヴァ                     | ジェノヴァ地下鉄                                                   | 1      | 1990       | 運行頻度の低さ、キャパシティ及び運行時間が限られているため『ライトメトロ』とされるが、LRTAは『ライトレール』としている。 |
| イタリア       | ミラノ                         | ミラノ地下鉄M5線                                                   | 1      | 2013       | 一部区間が開業済み。ATO。 |
| イタリア       | ナポリ                         | ナポリ地下鉄6号線                                                  | 1      | 1993       | 16分間隔で運転。LRTAの分類によるカテゴリーは『メトロ』。 |
| イタリア       | ペルージャ                     | ミニメトロ                                                         | 1      | 2008       | 1分30秒間隔で運転。1時間当たり8,000人の輸送量を持つ。2013年の1日当たりの輸送人数は約10,000人。なお、フランス・ランに存在した同種のシステム（2016年廃止）は、LRTAの分類では『ケーブル・モノレール』だった。 |
| イタリア       | トリノ                         | トリノ地下鉄                                                       | 1      | 2006       | VALシステム。 |
| マレーシア     | クアラルンプール               | ラピドKLクラナ・ジャヤ線                                           | 1      | 1998       | 2両および4両編成。 |
| フィリピン     | マニラ                         | マニラ・ライトレール・トランジット・システム, マニラ・メトロレール | 1, 1   | 1984, 1999 | ライトレール1号線は当初2両編成だったが、2004年に3両編成へと組み替えられ、のち4両編成となった。 2号線は開業時から4両で運行している。 メトロ3号線は 3両編成で最大定員1,182名、4〜5分間隔で運転する。なお、1時間1方向当たり23,000人の輸送が可能となるよう設計されている。 LRTAによる分類は『ライトレール』。             |
| ロシア         | モスクワ                       | モスクワ地下鉄12号線                                               | 1      | 2003       | 1時間1方向当たり6,700人の輸送力を持つ。3〜4両編成。 |
| サウジアラビア | メッカ                         | メッカ・メトロ                                                     | 1      | 2010       | |
| シンガポール   | シンガポール                   | MRT環状線、 ダウンタウン線                                         | 2      | 2009, 2013 | 3両編成。 |
| 大韓民国       | 釜山広域市                     | 釜山都市鉄道                                                       | 1      | 2011       | 2011年開業の 4号線が、urbanrail.netにおいて『ライトメトロ』に分類されている。 |
| 大韓民国       | 釜山広域市-金海市              | 釜山-金海軽電鉄                                                    | 1      | 2011       | 2両編成の標準軌、ATO。LRTAのホームページ内には言及がなく、同システムの運営会社は同路線を『ライトレール』と呼称している。 |
| 大韓民国       | ソウル特別市                   | ソウル軽電鉄牛耳新設線                                             | 1      | 2017       | 2両編成の標準軌、ATO。鉄輪軌道式。 |
| 大韓民国       | 議政府市                       | 議政府軽電鉄                                                       | 1      | 2012       | ATOのVALシステム。『ライトレール』としている記事と『ライトメトロ』としている記事とがある。 |
| 大韓民国       | 龍仁市                         | 龍仁軽電鉄                                                         | 1      | 2013       | ATO。ボンバルディア社製の車両を採用。鉄輪軌道式。 |
| スペイン       | バルセロナ                     | バルセロナ地下鉄11号線                                             | 1      | 2003       | ATO。2両編成。LRTAによれば、8号線も『ライトメトロ』に分類されている。 |
| スペイン       | マラガ                         | マラガ地下鉄                                                       | 1      | 2014       | 1号線の地上部分に 踏切がある。 LRTAによるカテゴリーは『メトロ』だが、International Railway Journalの記事では『ライトメトロ』と紹介されている。 |
| スペイン       | パルマ・デ・マヨルカ           | パルマ地下鉄                                                       | 1      | 2007       | 大半が地下区間で、15分間隔の運転。2両編成で、最大定員306名。 LRTAによる分類は『ライトレール』。 |
| スペイン       | セビリア                       | セビリア・メトロ                                                   | 1      | 2000       | 最長31m、192名の容量を有す。 |
| スペイン       | バレンシア                     | メトロバレンシア                                                   | 5      | 1995       | ライトレール、路面電車そして通勤電車のハイブリッド。メーターゲージ。地下区間、単線区間も有する。 |
| 中華民国       | 台北市                         | 台北捷運文湖線: 内湖線 & 木柵線                                    | 2      | 1996       | ゴムタイヤ式4両編成。LRTAによる分類は『メトロ』。 |
| 中華民国       | 新北市                         | 台北捷運環状線                                                     | 1      | 2020       | |
| タイ           | バンコク                       | バンコク・スカイトレイン                                           | 2      | 1999       | 4両編成。LRTAは『メトロ』にカテゴリー分けしている。 |
| トルコ         | アンカラ                       | アンカラ地下鉄A1ライン                                             | 1      | 1996       | 3両編成で全長90m。 LRTAでは『ライトレール』に分類されている。1時間1方向当たり27,000人の容量を持つ。 |
| トルコ         | イスタンブール                 | イスタンブール地下鉄M1線                                           | 1      | 1989       | 4両編成。 "Hafif Metro" （トルコ語で『ライトメトロ』の意）と呼ばれるが、 LRTAは『ライトレール』としている。 |
| イギリス       | グラスゴー                     | グラスゴー地下鉄                                                   | 1      | 1896       | 1,219mmゲージ。 |
| イギリス       | ロンドン                       | ドックランズ・ライト・レイルウェイ                                 | 7      | 1987       | ATO。 2〜3両編成。LRTAは『ライトレール』と位置づけている。鉄輪軌道式。 |
| イギリス       | ニューカッスル・アポン・タイン | ニューカッスル・アポン・タイン地下鉄                               | 2      | 1980       | 従来の鉄道とライトレールのハイブリッドである（ライトレールのように複数の踏切がある一方、地域のディーゼル車と線路を共用しており、ゆえにメトロの定義からも外れるため）。鉄輪軌道式。LRTAは同路線を『ライトレール』としており、International Association of Public Transport (UITP) は同路線をメトロには分類していない。 |
| アメリカ合衆国 | デトロイト                     | デトロイト・ピープル・ムーバー                                     | 1      | 1987       | |
| アメリカ合衆国 | ホノルル                       | スカイライン                                                       | 1      | 2023       | LRTAに記述はなし。 |
| アメリカ合衆国 | マイアミ                       | メトロ・ムーバー                                                   | 3      | 1986       | |
| アメリカ合衆国 | ニューヨーク                   | エアトレインJFK                                                    | 3      | 2003       | |
| アメリカ合衆国 | フィラデルフィア               | ノリスタウン・ハイスピード・ライン                                 | 1      | 1907       | American Public Transportation Association (APTA) は同路線を"Light rapid rail transit"と呼称している。 |
| ベネズエラ     | マラカイボ                     | マラカイボ地下鉄                                                   | 1      | 2006       | 3両編成、56m（もともと プラハ地下鉄のために開発された）。 LRTAは『ライトレール』に分類している。 |
| ベネズエラ     | バレンシア                     | バレンシア地下鉄                                                   | 1      | 2007       | シーメンス製、SD-460形の2両編成。 一編成あたり55m。LRTAによる分類は『ライトレール』。 |

### 以前の導入例
広州地下鉄3号線（ 中華人民共和国)：以前は3両編成だったが、2010年に6両編成へと変更された。

## 日本における中量軌道輸送システムの例

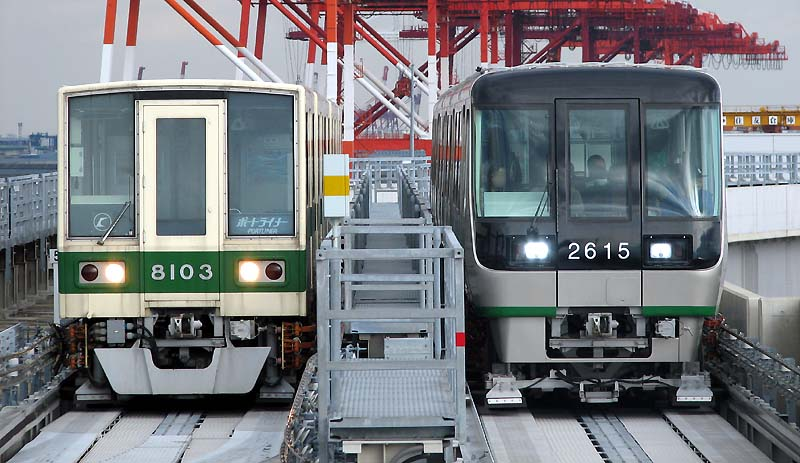
神戸ポートライナーの車両。

### AGT
日本の鉄道のうち、LRTAが『ライトメトロ』のカテゴリーに分類しているのは以下のものであり、これらはやはり日本において狭義の新交通システムまたは自動案内軌条式旅客輸送システム (AGT) に定義されているものとほぼ同じである。
| 都市       | 路線名               | 開業年 |
| ---------- | -------------------- | ------ |
| さいたま市 | ニューシャトル       | 1983   |
| 東京都     | ゆりかもめ           | 1995   |
| 東京都     | 日暮里舎人ライナー   | 2008   |
| 横浜市     | 横浜シーサイドライン | 1989   |
| 大阪市     | ニュートラム         | 1981   |
| 神戸市     | ポートライナー       | 1981   |
| 神戸市     | 六甲ライナー         | 1990   |
| 広島市     | アストラムライン     | 1994   |

かつて存在した路線
- ピーチライナー（小牧市、2006年廃線）

### ミニ地下鉄

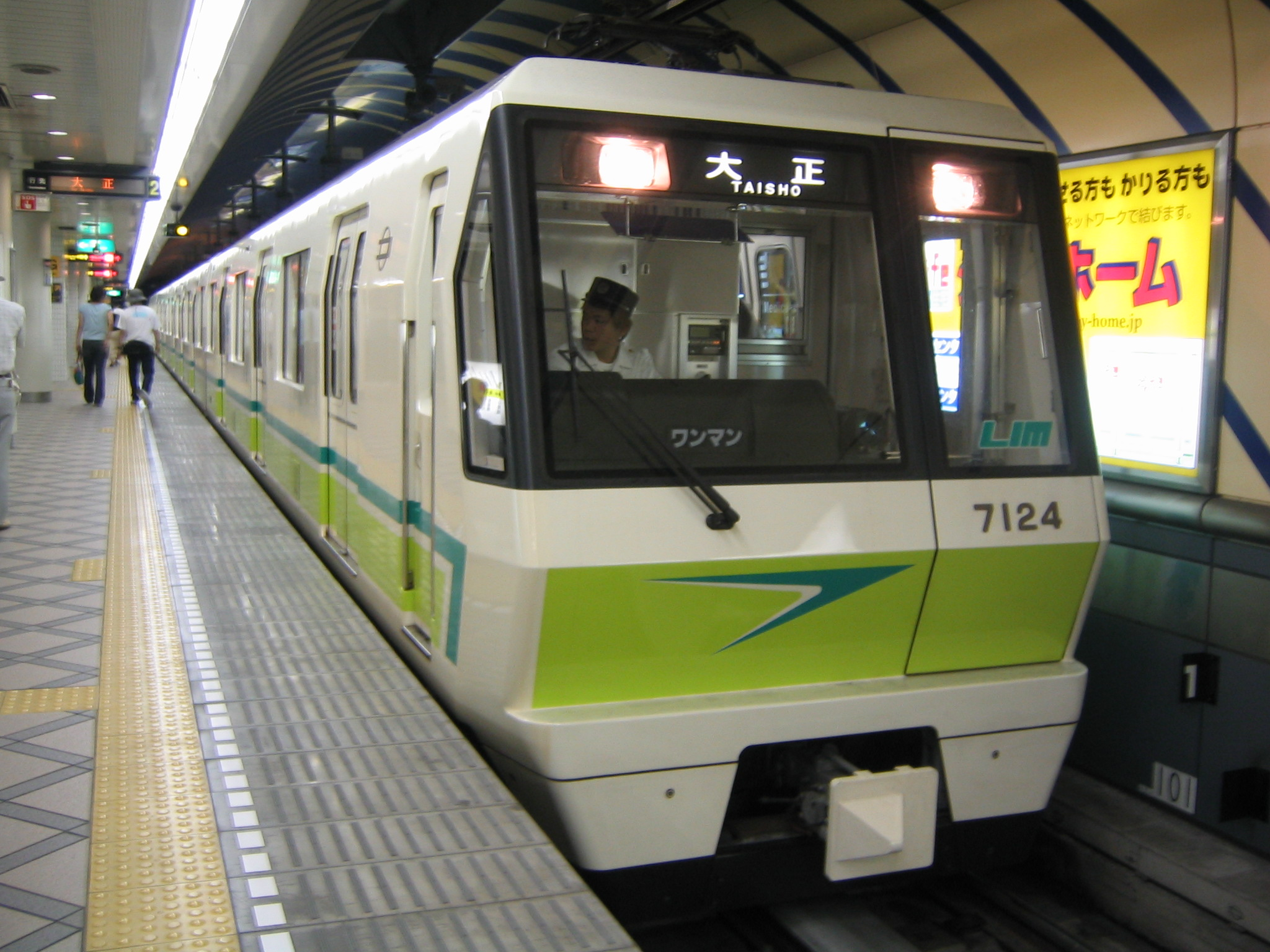
1990年に開業した、初のミニ地下鉄である大阪市営地下鉄長堀鶴見緑地線。

日本の鉄道には、ミニ地下鉄という独自の規格が存在する。こちらも、従来の鉄道とバス・路面電車の間に当たる『中量輸送』を目的としてデザインされたシステムである。